# Stazione di Praga Centrale

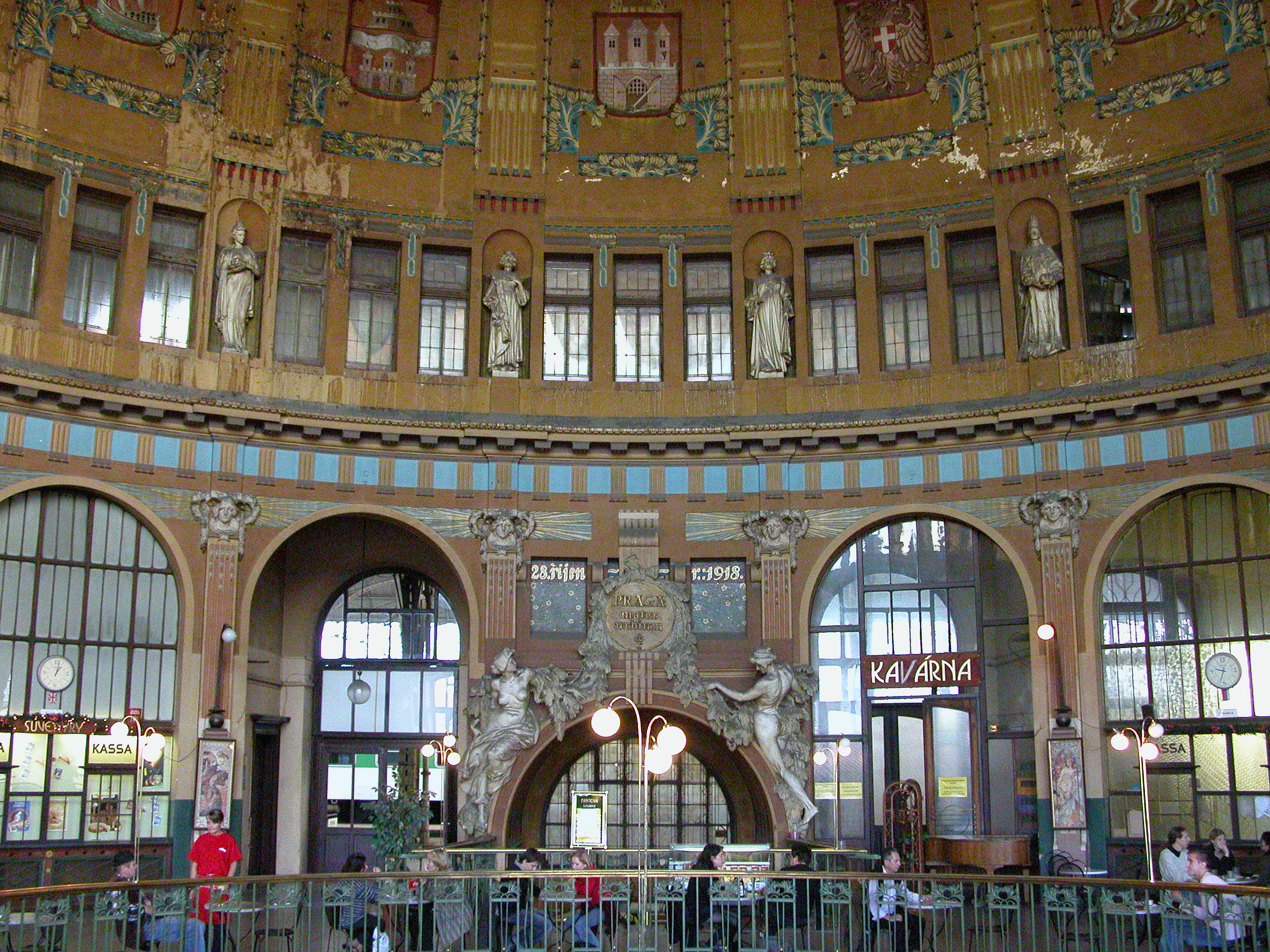
La vecchia biglietteria Art Nouveau, ora un caffè

La stazione di Praga Centrale (in ceco: Praha hlavní nádraží, abbreviato come Praha hl. n.) è la principale e la più grande stazione ferroviaria di Praga, la capitale della Repubblica Ceca. Fu aperta nel 1871 con il nome di stazione Francesco Giuseppe. Durante la Prima Repubblica e dal 1945 al 1953 la stazione si chiamava stazione Wilson (Wilsonovo nádraží) in onore del presidente degli Stati Uniti d'America Woodrow Wilson. Nel parco di fronte alla stazione si trovava una statua di Wilson che fu distrutta durante l'occupazione nazista.
L'attuale edificio secessionista fu realizzato tra il 1901 e il 1909 su progetto dell'architetto ceco Josef Fanta sullo stesso sito della precedente stazione neorinascimentale. La stazione fu ampliata tra il 1972 e il 1979, venne costruita una nuova ala e realizzata una stazione della metropolitana. Dal 2002 la stazione è stata data in gestione trentennale alla società italiana Grandi Stazioni (del gruppo Ferrovie dello Stato), la quale tuttavia nel 2016 ha perso la concessione non avendo completato la ristrutturazione dell'edificio storico entro i termini temporali stabiliti dal contratto di concessione.
Nonostante gli ampliamenti effettuati, la stazione è oggetto di critiche per la sua bassa capienza, che le impedisce di ospitare alcune linee locali.
L'atrio della stazione la parte di edificio progettata da Fanta sono situati nel quartiere di Vinohrady, municipio di Praga 2; il nuovo terminal si trova nel quartiere di Nové Město, municipio di Praga 1, i binari settentrionali toccano Žižkov, municipio di Praga 3.
L'edificio si trova all'interno della "zona urbana di Vinohrady, Žižkov, Vršovice" (Městská památková zóna Vinohrady, Žižkov, Vršovice), istituita con decreto del 28 settembre 1993.

## Storia

### La prima stazione

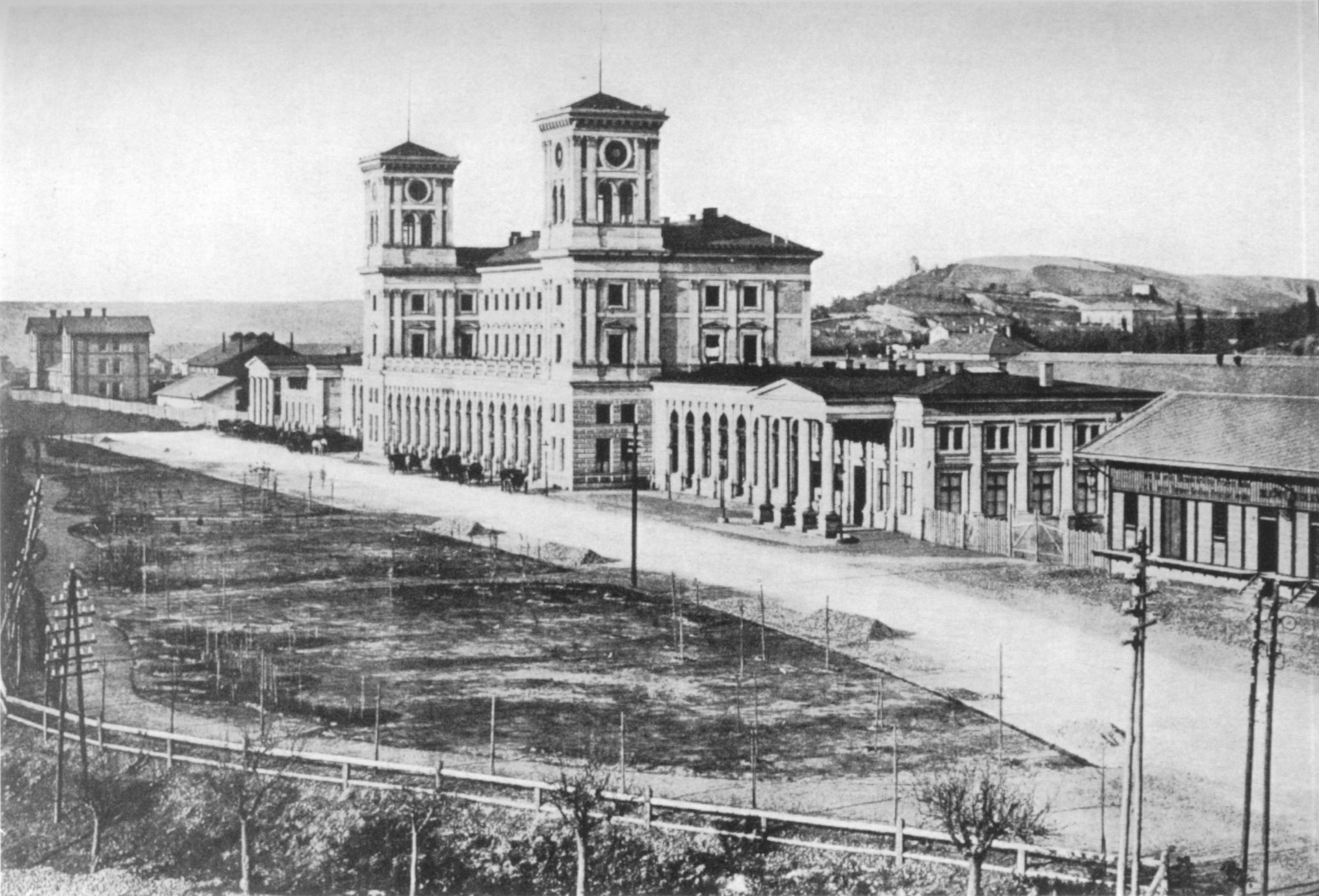
L'edificio originale in stile neorinascimentale

La stazione è attiva dal 14 dicembre 1871, quando venne inaugurata la tratta ferroviaria denominata "Ferrovia dell'imperatore Francesco Giuseppe" (Dráha císaře Františka Josefa), che collegava la città a Vienna passando per Benešov e Tábor. La denominazione originaria era "Stazione Francesco Giuseppe I". Nel 1872, nei pressi della stazione dedicata all'imperatore venne completata un'altra stazione, che fungeva da capolinea per le provenienze da nord (linea Turnov-Kralupy-Praga). Le due stazioni vennero presto unificate. Nel 1872 vennero inoltre completati i lavori per collegare la "Ferrovia della Boemia Occidentale", proveniente dal distretto di Smíchov, con la "Ferrovia Austriaca del Nord-Ovest", via Hrabovka, una stazione praghese che sorgeva sul luogo dell'attuale stazione di Masarykovo nádraží.
L'edificio originale della stazione venne realizzato in stile neorinascimentale su progetto di Ignác Ullmann e Antonín Viktor Barvitius. I giardini all'esterno della stazione (Vrchlického Sady) vennero inaugurati nel 1876.

### La ricostruzione del 1901 - 1909
All'inizio del XX secolo, la stazione venne rinnovata e ampliata. Il nuovo edificio principale, in stile secessione, fu progettato tra il 1901 e il 1909 dall'architetto Josef Fanta, vincitore del concorso indetto allo scopo. Vennero realizzati dei sottopassi e i binari vennero coperti con due campate in acciaio (arco di 33,3 m; altezza 18 m), realizzate da Jaroslav Marjanko e Rudolf Kornfeld.

## Collegamenti

### Internazionali
Praha hlavní nádraží è un nodo internazionale, con collegamenti con la Germania (München Hauptbahnhof, in passato anche Nürnberg Hauptbahnhof, servizio RE (Regio-Express) Baviera-Boemia, ed EuroCity per Berlino (Berlin Hauptbahnhof) via (Dresden Hauptbahnhof) Dresda, e Amburgo Hamburg-Altona; Railjet con l'Austria (Wien Hauptbahnhof-Vienna) e Graz, Nightjet con la Svizzera (Basel Hauptbahnhof-Basilea via Linz, Salisburgo, Zürich Hauptbahnhof-Zurigo), mentre non è più in essere dal 1992 il collegamento con la Francia (Paris Gare de l'Est-Parigi)  via Frankfurt Hauptbahnhof-Francoforte che per decenni durante la guerra fredda costituì con il "Západní Expres" (Espresso Occidentale) il collegamento con l'Ovest Europa per eccellenza oltre all'espresso "Vindobona" (Berlin Lichtenberg-Praha Hlavní Nádraží-Wien Franz Josef Bahnhof-Vienna), quest'ultimo sopravvissuto fino al 2014 come Eurocity dopo essere stato prolungato da Graz fino ad Hamburg Altona-Amburgo, così come sono state soppresse con i collegamenti con Norimberga anche le carrozze dirette per Stuttgart Hauptbahnhof-Stoccarda. Esistono inoltre collegamenti diurni Eurocity e notturni Euronight con Polonia, Austria e Slovacchia. Sono inoltre sopravvissuti alla fine della guerra fredda collegamenti a lunga distanza con Kiev in Ucraina e con Mosca in Russia.

### Nazionali
Dalla stazione ci sono treni per le maggiori città del paese, České Budějovice, Ostrava, Olomouc, Plzeň e Brno.

### Trasporti locali
La stazione è servita da alcune linee del servizio ferroviario suburbano (Esko).

### Interscambi
La stazione è servita dalla stazione di Hlavní nádraží sulla linea C della metropolitana di Praga, e da numerose linee tranviarie.

### Progetti futuri
La stazione sarà il punto centrale della nuova linea ad alta velocità delle Ferrovie ceche (ČD): Dresda – Děčín – Lovosice – Praga – Kolín - Pardubice - Česká Třebová - Brno - Břeclav – Vienna.

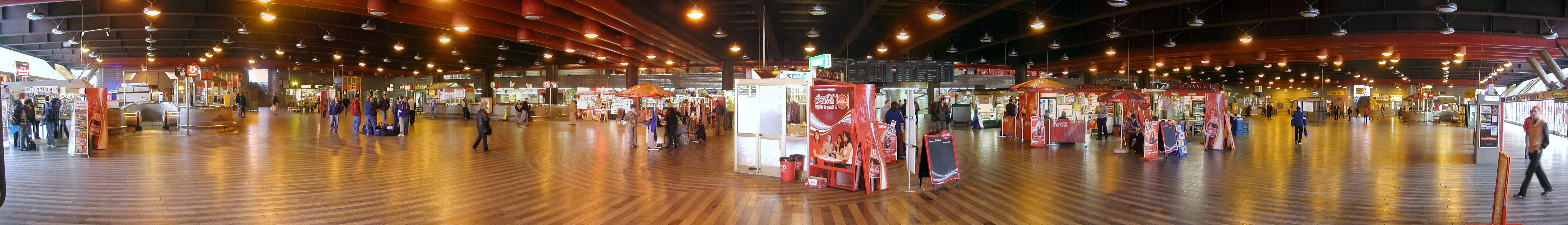
Sala d'ingresso della stazione